# ИСО-контейнер

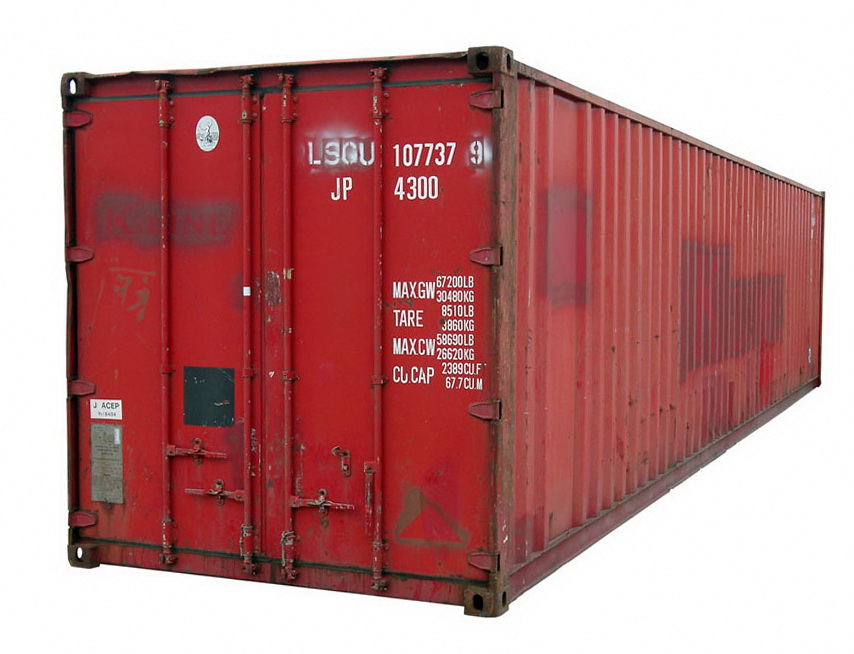

ISO-Конте́йнер — стандартизированная многооборотная тара, предназначенная для перевозки грузов автомобильным, железнодорожным, морским и воздушным транспортом и приспособленная для механизированной перегрузки с одного транспортного средства на другое. Может быть выполнен из различных материалов и иметь разнообразные формы. На транспорте наибольшее применение получили так называемые универсальные контейнеры.
В формате контейнеров часто делают громоздкое оборудование (например, чиллеры для ледовых катков, автоматизированные котельные, дизельные электростанции), а также небольшие цистерны (так называемые танк-контейнеры).

## Контейнерная инфраструктура

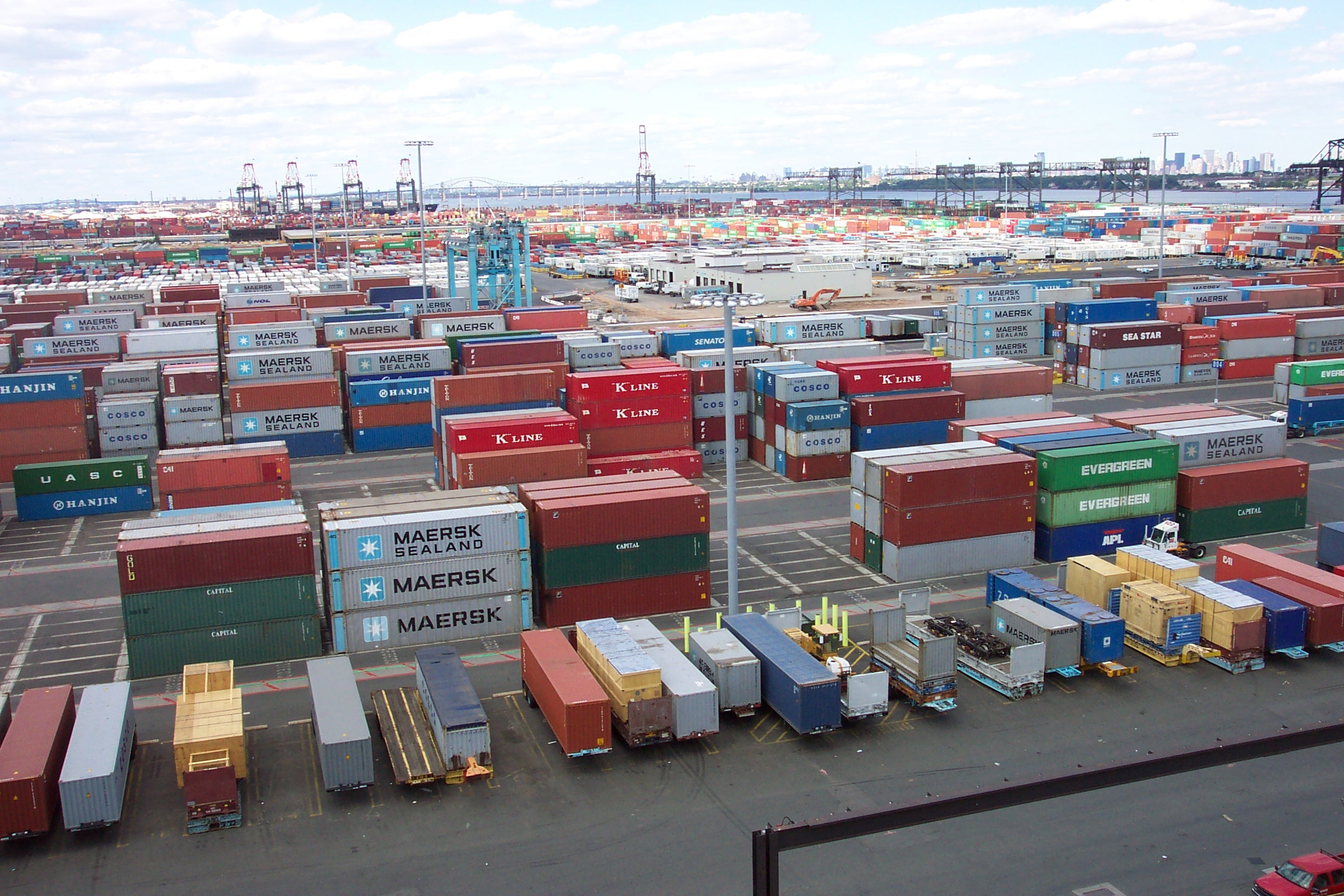
Контейнерный терминал в порту

Контейнерные перевозки (или контейнеризация) — грузоперевозки с использованием стандартных (ISO) контейнеров позволяют выполнять бесперегрузочную доставку товаров от отправителя к получателю, тем самым значительно сократив объём промежуточных погрузочно-разгрузочных работ. Контейнерные перевозки выполняются различными видами транспорта, в том числе по воде (речные и морские перевозки), суше (автомобильные и железнодорожные перевозки) и даже воздуху (воздушные перевозки, могут перевозиться как контейнеры стандарта ISO, так и специализированные авиационные средства пакетирования). Разгрузка, сортировка, временное хранение и погрузка контейнеров выполняются на специально выделенной части грузового района — контейнерном пункте.

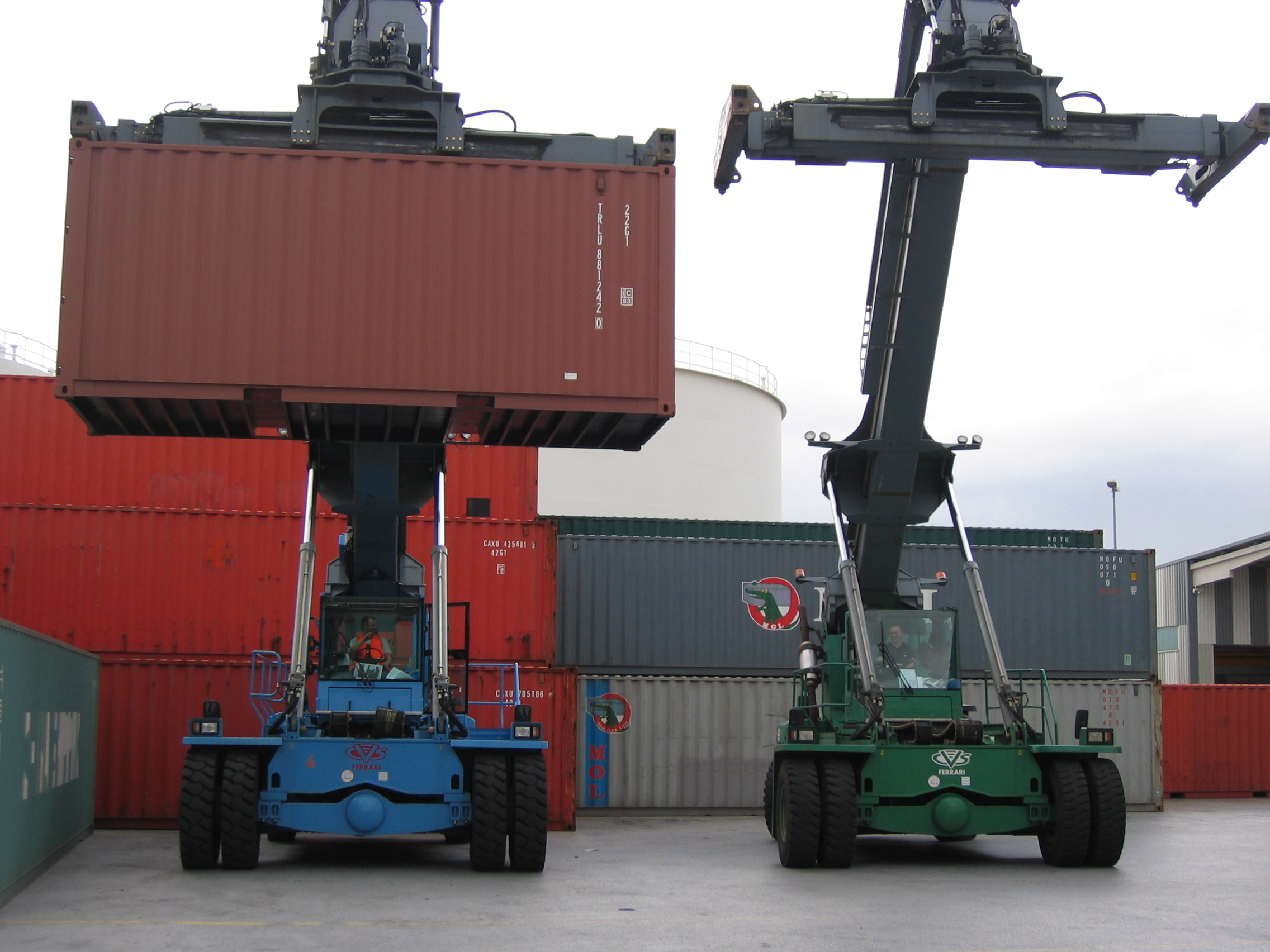
Ричстакер — погрузчик для контейнеров

Преимуществами контейнерных перевозок ISO-контейнерами является: увеличение скорости перевозок небольших штучных грузов, так как отправитель просто помещает множество различных мелких грузов (например, одежда и обувь) в один контейнер, непосредственно с которым уже выполняются работы, благодаря чему в несколько раз возрастает производительность труда на погрузке-разгрузке; применение стандартизированных размеров, позволяющее создать специализированный транспорт для их перевозок (контейнеровозы), а также для погрузочно-разгрузочных работ (например, ричстакер); унифицированное расположение фиксаторов (фитингов), позволяющее избежать работ по закреплению контейнеров на транспортном средстве либо значительно сократить их; снижение времени на погрузочно-разгрузочные работы в свою очередь сокращает простой транспорта; отсутствие необходимости на создание тары для каждой отдельной партии грузов, а также её закрепление на транспортном средстве, что даёт значительную экономию лесоматериалов, креплений (гвоздей) и прочих материальных ресурсов; возможность выполнения интермодальных перевозок, при которых контейнер сразу можно перегрузить краном с одного вида транспорта на другой (например, с автомобиля на вагон).

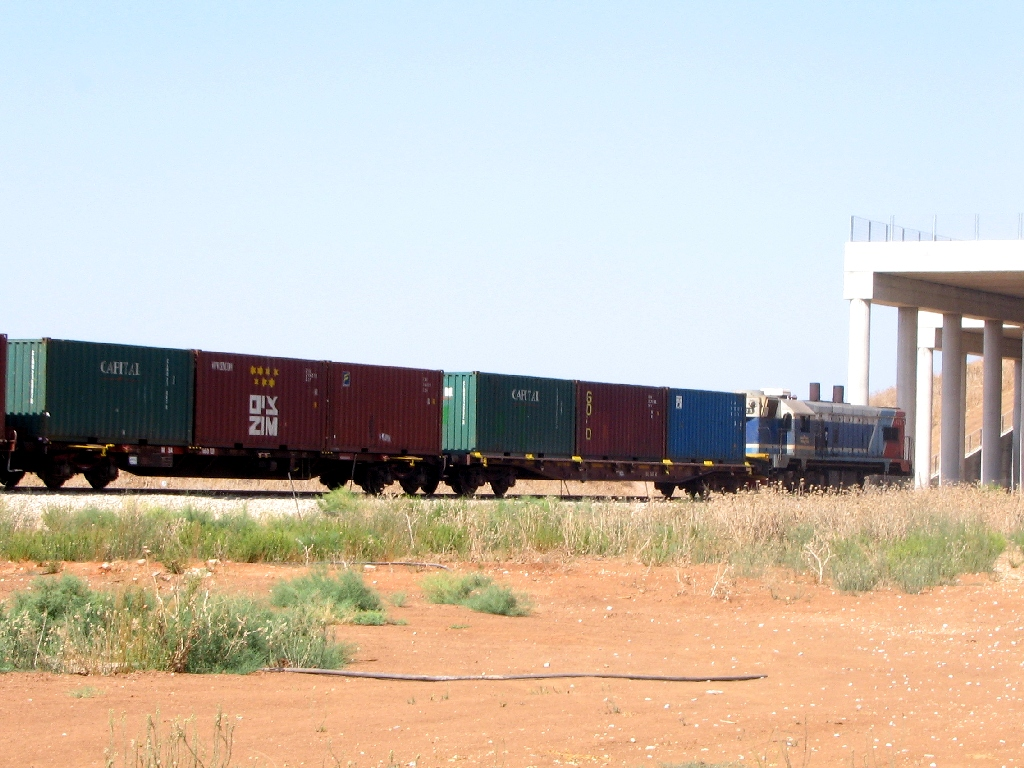
Вагоны-контейнеровозы (Израиль, 2008 год)

## Происхождение

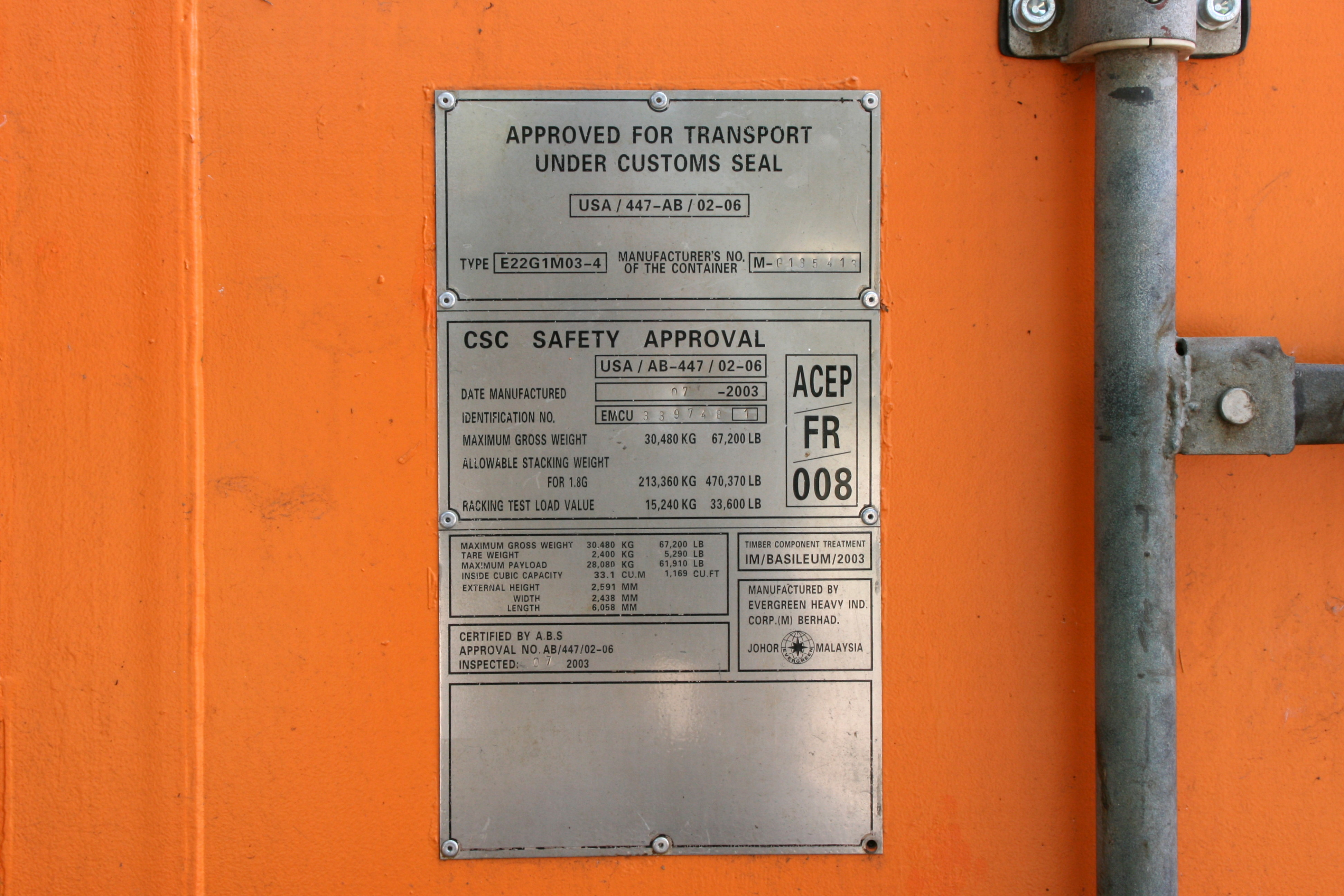
CSC-табличка

Популяризация контейнеров произошла после Второй мировой войны, когда США использовали сначала деревянные, а затем стальные контейнеры Container Express (сокращённо ConEx) размером 1,8×1,8×1,8 метра (6×6×6 футов). ConEx широко использовались для перевозки военных грузов, особенно во время Корейской войны, однако интермодальность не использовалась.
Американский предприниматель Малкольм Маклин (англ. Malcom McLean) и инженер Keith Tantlinger разработали систему современных интермодальных контейнеров в 1950-е годы.
Интермодальность (intermodal) в данном контексте подразумевает возможность смены режима (mode) транспортировки (суда, ж/д транспорт и автотранспорт) без необходимости осуществлять разгрузку/погрузку содержимого контейнера.
Первая перевозка контейнерами была осуществлена в апреле 1956 года. Эти эксперименты оказались настолько удачными, что их позже назвали началом контейнерной революции.
Стандарты ISO на контейнеры появились в 1968—1970 годы. Внешние размеры и максимальную грузоподъёмность ISO-контейнеров специфицирует стандарт ISO 668.
В 1972 году появилось соглашение «The International Convention for Safe Containers», которое потребовало от контейнеров, используемых на международных перевозках, наличия информационной «CSC-таблички».

## Регистрационный номер
У каждого контейнера имеется уникальный регистрационный номер, который регистрируется в Международном бюро контейнеров интермодальных перевозок в Париже. Номер состоит из 11 символов: четырех заглавных букв, уникальный код владельца контейнера, шести цифр и последней контрольной цифры.
Первые 3 буквы указывают префикс (код) компании-собственника.
4-я буква — тип применения:
- U — для обычных контейнеров (U = Unit)
- J — для контейнеров с оборудованием (например, холодильная установка или подогрев)
- Z — прицепы и шасси для контейнера

Далее идут 6 цифр (серийный номер). Последняя, 7-я — проверочная цифра, служит защитой от ошибок при вводе основного номера. При опечатке проверочная цифра не совпадёт с серийным номером. Таким образом уменьшается вероятность ошибок при оформлении транспортных документов.

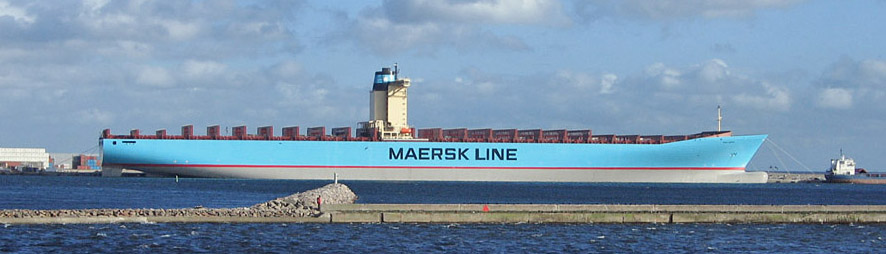
Контейнеровоз Emma Mærsk перевозит до 11 тысяч TEU.

## Измерение контейнерных грузопотоков
Двадцатифутовый эквивалент (TEU или teu от англ. twenty-foot equivalent unit) — условная единица измерения вместимости грузовых транспортных средств. Часто используется при описании вместимости контейнеровозов и контейнерных терминалов. Основана на объёме 20-футового (6,1 метра) интермодального ISO-контейнера — металлической коробки стандартного размера, которая может транспортироваться различными видами транспорта: автомобильным, железнодорожным и морским. Один TEU эквивалентен полезному объёму стандартного контейнера длиной 20 футов (6,1 м) и шириной 8 футов (2,44 м). Высота контейнеров может различаться и обычно находится в пределах 1,3—2,9 м, чаще всего — 2,59 м. 45-футовые контейнеры (13,7 м) часто обозначают как 2 TEU вместо 2,25 TEU.
Поскольку TEU является неточной единицей, он не может быть точно пересчитан в другие единицы. Сорокафутовый эквивалент определяют как 2 TEU и могут обозначать FEU или feu (forty-foot equivalent unit). Один 40-футовый контейнер FEU равен двум 20-футовым TEU.
|                         |                         | 20-фут. контейнер | 20-фут. контейнер | 20-фут. контейнер «Pallet Wide» | 20-фут. контейнер «Pallet Wide» | 40-фут. контейнер | 40-фут. контейнер | 40-фут. контейнер «High-Cube» | 40-фут. контейнер «High-Cube» | 45-фут. контейнер «High-Cube» | 45-фут. контейнер «High-Cube» | 40-фут. контейнер «HC Pallet wide» | 40-фут. контейнер «HC Pallet wide» |
| англ.                   | метрич.                 | англ.             | метрич.           | англ.                           | метрич.                         | англ.             | метрич.           | англ.                         | метрич.                       | англ.                         | метрич.                       |                                    |                                    |
| внешние размеры         | длина                   | 19′ 10 ½″         | 6,058 м           | 19′ 10 ½″                       | 6,058 м                         | 40′ 0″            | 12,192 м          | 40′ 0″                        | 12,192 м                      | 45′ 0″                        | 13,716 м                      | 40′ 0″                             | 12,192 м                           |
| внешние размеры         | ширина                  | 8′ 0″             | 2,438 м           | 8′ 0″                           | 2,438 м                         | 8′ 0″             | 2,438 м           | 8′ 0″                         | 2,438 м                       | 8′ 0″                         | 2,438 м                       | 8′ 0″                              | 2,484 м                            |
| внешние размеры         | высота                  | 8′ 6″             | 2,591 м           | 8′ 6″                           | 2,591 м                         | 8′ 6″             | 2,591 м           | 9′ 6″                         | 2,896 м                       | 9′ 6″                         | 2,896 м                       | 8′ 6″                              | 2,591 м                            |
| внутренние размеры      | длина                   | 18′ 10 5⁄16″      | 5,758 м           | 18′ 10 5⁄16″                    | 5,898 м                         | 39′ 5 45⁄64″      | 12,032 м          | 39′ 4 9⁄25″                   | 11,998 м                      | 44′ 4″                        | 13,556 м                      | 39′ 4″                             | 12,100 м                           |
| внутренние размеры      | ширина                  | 7′ 8 19⁄32″       | 2,352 м           | 7′ 8 19⁄32″                     | 2,426 м                         | 7′ 8 19⁄32″       | 2,352 м           | 7′ 8 19⁄32″                   | 2,352 м                       | 7′ 8 19⁄32″                   | 2,352 м                       |                                    |                                    |
| внутренние размеры      | высота                  | 7′ 9 57⁄64″       | 2,385 м           | 7′ 9 57⁄64″                     | 2,393 м                         | 7′ 9 57⁄64″       | 2,385 м           | 8′ 10 ⅓″                      | 2,700 м                       | 8′ 9 15⁄16″                   | 2,698 м                       |                                    |                                    |
| дверной проём           | ширина                  | 7′ 8 ⅛″           | 2,343 м           | 7′ 8 ⅛″                         | 2,374 м                         | 7′ 8 ⅛″           | 2,343 м           | 7′ 6"                         | 2,286 м                       | 7′ 8 ⅛″                       | 2,343 м                       | 7′ 8 ⅛″                            | 2,360 м                            |
| дверной проём           | высота                  | 7′ 5 ¾″           | 2,280 м           | 7′ 5 ¾″                         | 2,280 м                         | 7′ 5 ¾″           | 2,280 м           | 8′ 5″                         | 2,566 м                       | 8′ 5 49⁄64″                   | 2,585 м                       | 8′ 5″                              | 2,585 м                            |
| объём                   | объём                   | 1,169 фут³        | 33,1 м³           | 1,169 фут³                      | 34,2 м³                         | 2,385 фут³        | 67,5 м³           | 2,660 фут³                    | 75,3 м³                       | 3,040 фут³                    | 86,1 м³                       |                                    |                                    |
| максимальный вес брутто | максимальный вес брутто | 66 139 фунт       | 30 400 кг         | 66 139 фунт                     | 30 480 кг                       | 66 139 фунт       | 30 400 кг         | 68 008 фунт                   | 30 848 кг                     | 66 139 фунт                   | 30 400 кг                     |                                    |                                    |
| собственный вес         | собственный вес         | 4850 фунт         | 2200 кг           | 4850 фунт                       | 2340 кг                         | 8380 фунт         | 3800 кг           | 8598 фунт                     | 3900 кг                       | 10 580 фунт                   | 4800 кг                       |                                    |                                    |
| масса груза             | масса груза             | 61 289 фунт       | 28 200 кг         | 61 289 фунт                     | 28 140 кг                       | 57 759 фунт       | 26 600 кг         | 58 598 фунт                   | 26 580 кг                     | 55 559 фунт                   | 25 600 кг                     |                                    |                                    |

- 1 фунт (lb) = 453,6 грамма
- 1 фут (1') = 12 дюймам (12") = 0,3048 м

## Обозначения типов контейнеров

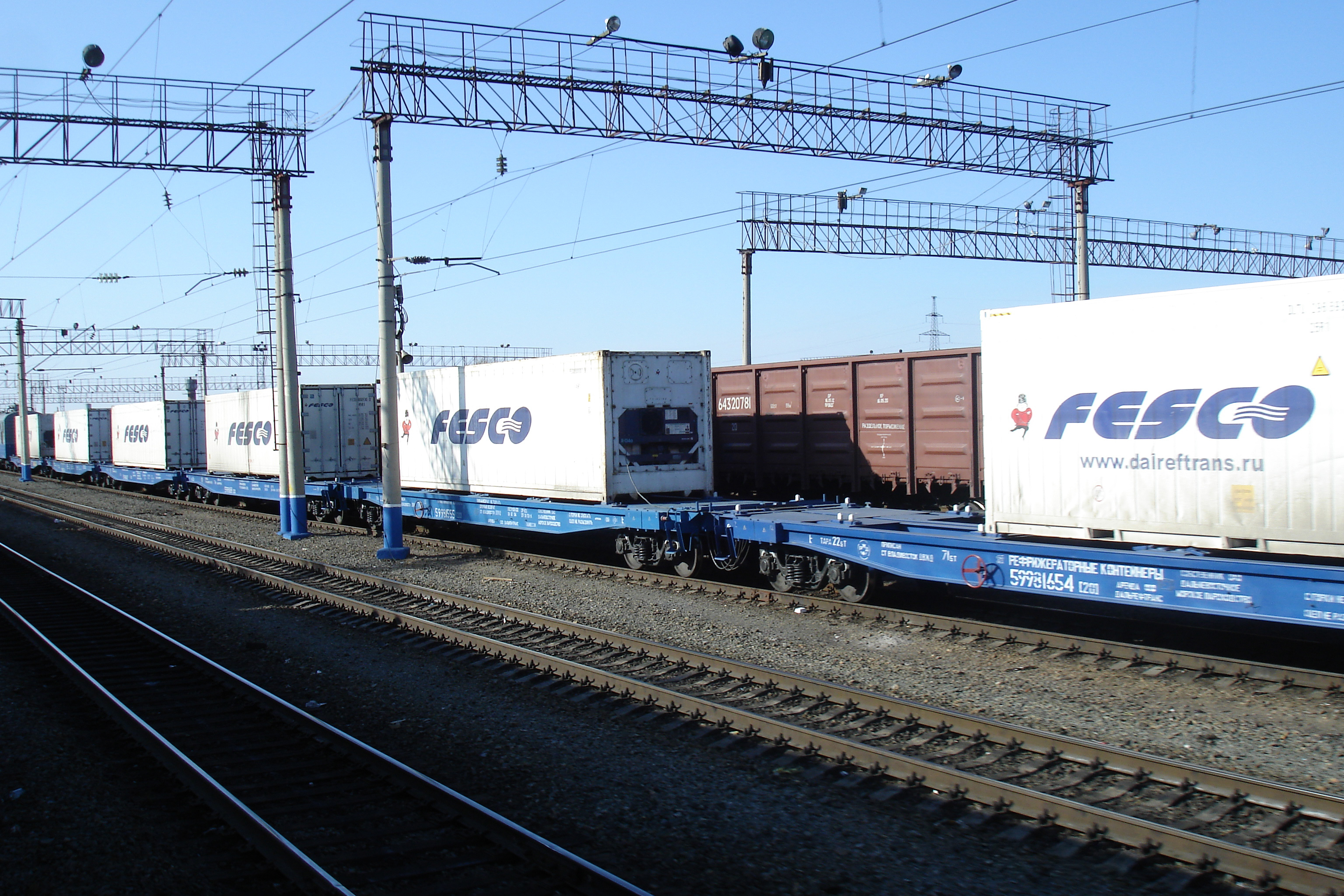
Контейнеры-рефрижераторы на фитинговых платформах

Для удобства идентификации контейнеров в стандарте ISO 6346:1995 были введены «групповые коды», состоящие из двух латинских букв:

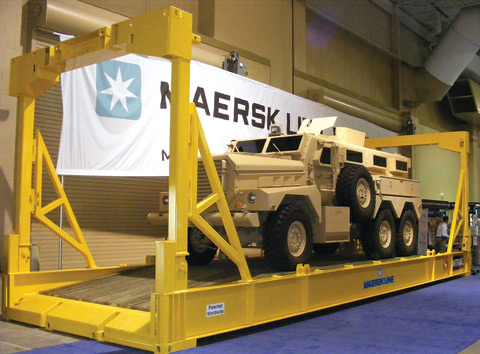
Flat Rack контейнер с военной техникой

- GP (англ. General Purpose) — контейнер общего назначения без вентиляции; часто называется, как DC (Dry Cube) — сухой контейнер; разновидности этого типа контейнеров:
  - HC (High Cube), также HQ — увеличенный по высоте контейнер (высота увеличена на один фут в сравнении со стандартным контейнером)
  - PW (Pallet Wide) — увеличенный по ширине контейнер (242—245 см; позволяет разместить рядом два стандартных поддона по 120 см)
- RE, RT, RS (Reefer) — Рефрижераторный контейнер, реф-контейнер, контейнер-холодильник: с заменой хладагента или подключением к источнику электроэнергии для работы встроенной охлаждающей установки. Его поверхность имеет улучшенную теплоизоляцию.
- HI, HR — изолированный
- Flat Rack контейнер с военной техникойVH (Ventilation) — контейнер общего назначения с вентиляцией
- UT — контейнер с открытым верхом, разновидности этого типа контейнеров:
  - OT (Open Top) — с брезентовой открывающейся крышей
  - HT (Hard Top) — контейнер с открывающимся металлическим верхом
- PL, PF, PC, PS (Platform) — контейнер-платформа для сверхтяжёлых крупногабаритных грузов, таких как станки, спецтехника, военная техника, товары тяжёлой промышленности, бетонные блоки и сверхтяжёлые конструкции, минизаводы, крупный длинномерные и негабаритные грузы. Такая платформа имеет грузоподъёмность до сорока тонн.
- TN, TG, TD (Tank) — танк-контейнер для перевозки жидкостей и газов
- BU, BK (Bulk) — контейнер для перевозки сухих сыпучих грузов
- SN (Special) — контейнер специального назначения: транспортировка скота, автомобилей, живой рыбы
- FR (Flat Rack) — контейнер-платформа с боковыми стенками для негабаритных грузов и упрощения их загрузки. Максимальная открытость этого контейнера позволяет сокращать время при погрузочно-разгрузочных работах и производить их любым видом техники: от автопогрузчика до башенного крана. Такие контейнеры используются при перевозке больших модульных конструкций, спецтехники, военной техники, крупного производственного оборудования и т. д.. Flat Rack контейнеры существуют в модификациях:
  - закреплённые торцевые стенки
  - складывающиеся торцевые стенки
  - закреплённые торцевые балки
  - складывающиеся торцевые балки
- DD (Double Door) — контейнеры с дверьми в обоих торцах. Двери с обеих сторон контейнера заметно облегчают погрузочно-разгрузочные работы: при погрузке можно использовать тягу с обратной стороны для точного позиционирования груза в контейнере. Этот тип контейнера обеспечивает максимально удобный доступ к транспортируемому грузу для его осмотра и сортировки. Также хорошо подходит для логистического принципа FIFO (First in — First out). Внешние и внутренние размеры такого контейнера, а также размеры дверных проемов практически идентичны стандартным 20-и и 40-м футовым аналогам.

## Контейнер-цистерна (танк-контейнер)

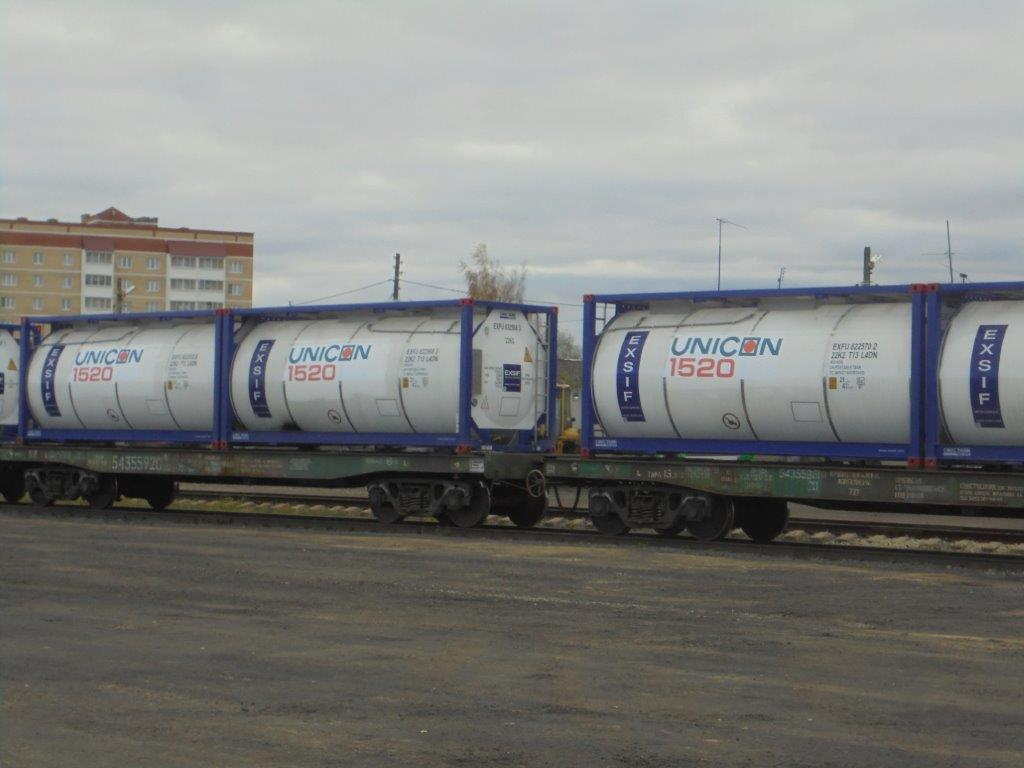
Танк-контейнер Unicon1520

Контейнер-цистерна (20-футовый танк-контейнер) — мультимодальная транспортная единица, предназначенная для перевозки жидких химических и пищевых продуктов, а также сжиженных газов тремя видами транспорта: морским (речным), железнодорожным и автодорожным.
Перевозка в танк-контейнерах осуществляется по технологии «от дверей до дверей» без промежуточного перелива продукта при смене вида транспорта, что обеспечивает повышенную безопасность перевозки и сохранность перевозимого груза.
Использование контейнеров-цистерн позволяет оптимизировать логистические операции по перевозкам жидких химических и пищевых грузов, а также сжиженных газов за счет более низкой стоимости железнодорожного тарифа по сравнению с перевозкой в вагонах-цистернах. Дополнительным преимуществом является возможность быстрой перевалки контейнеров-цистерн с одного вида транспорта на другой, исключая перегрузку продукции на наливных терминалах.
Основные производители химических и пищевых танк-контейнеров — CIMC (Китай), Van Hool (Бельгия), Welfy Oddy (ЮАР), Уралхиммаш (Россия), Уралкриомаш (Россия) и др. В основном танк-контейнеры изготавливаются в Китае. Мировой лидер CIMC изготавливает почти 60 % мирового производства.
Почти все танк-контейнеры сделаны на базе 20-футовой контейнерной рамы. Контейнеры-цистерны на базе 30-футовой рамы почти не производятся. 40-футовые танк-контейнеры изготавливаются редко, обычно применяются для сжиженных газов (LPG, LNG).
Основные типоразмеры танк-контейнеров:
- Стандартный 20-фут танк-контейнер имеет объём от 14 тысяч литров до 26 тысяч литров. Наиболее используемые — 26, 25, 24 тысячи литров. Для тяжелых жидкостей — 21 тысяча литров и реже — 17,5 тысяч.
- Увеличенный объём имеют своп-контейнеры (SWAP) — от 30 до 36 тысяч литров. Своп-контейнеры имеют стандартные 20-фут. раму, ширину и высоту. В зависимости от объёма длина может быть 7,15, 7,45 или 7,82 м (не используются для транспортировок грузов по железной дороге из-за нестандартных габаритов)
- Газовые танк-контейнеры обычно имеют объём 24 тыс. литров, давление — от 15 до 34,5 бар.

Для классификации ранее использовалась старая система (IMO-1, IMO-0, IMO-2, газовые IMO-5). Согласно Portable Tank Instruction используется система Т-кодов от T1 до T75.
Наиболее распространенные коды:
- Т11 — рабочее давление 4 бара, нижняя разгрузка (аналог старого IMO1)
- Т12 — наличие разрывной мембраны
- T14 — рабочее давление 4 бара, верхняя разгрузка
- Т4 — рабочее давление 1,77 бара
- Т50 — газовые танк-контейнеры

Основное исполнение танк-контейнеров:
- с термоизоляцией / либо без
- с паровой рубашкой для обогрева паром или горячей водой / либо без
- с сифонной трубой для выгрузки методом передавливания инертными газами — во избежание контакта груза с атмосферным воздухом
- термометр, лестница, дорожка сверху и пр
- цистерна из нержавеющих сталей 316 или 304, либо из конструкционной стали
- цистерна с внутренним покрытием для кислот

Сертификацию танк-контейнеров осуществляют классификационные учреждения: Бюро Веритас (Bureau Veritas), Регистр Ллойда (Lloyd's Register), DNV, SGS или аналогичные, а также Российский морской регистр судоходства.
Правила безопасной эксплуатации подробно изложены в «Safe Handling of Tank Containers» Международной организации танк-контейнеров ITCO.

## Галерея

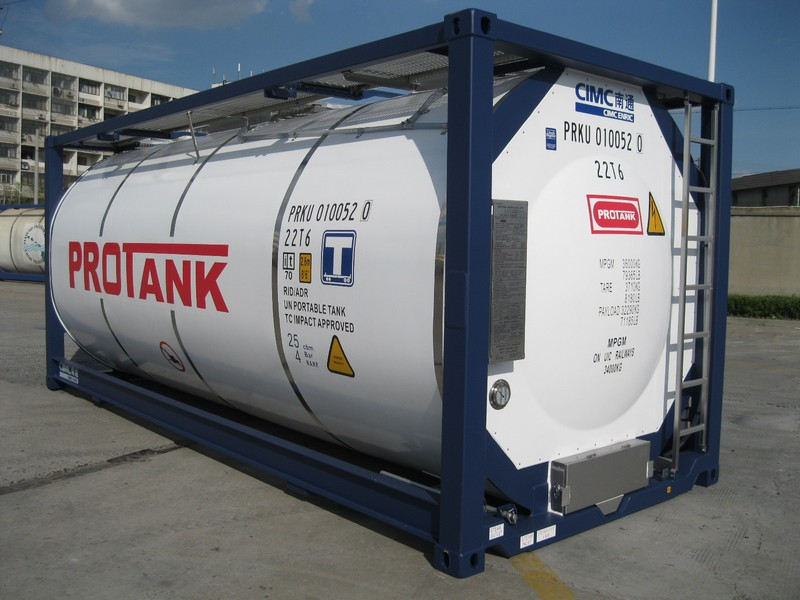
Универсальный танк-контейнер производства CIMC, полная рама
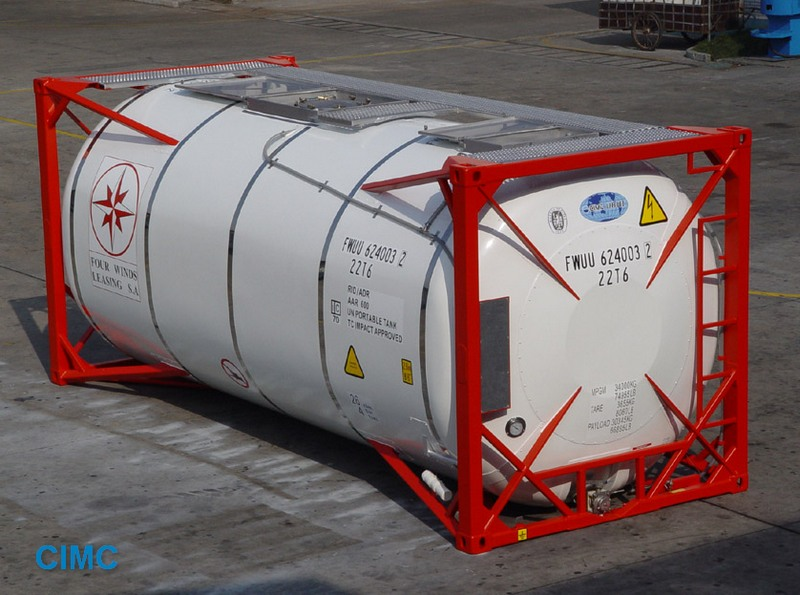
Универсальный танк-контейнер, рама конструкции beam
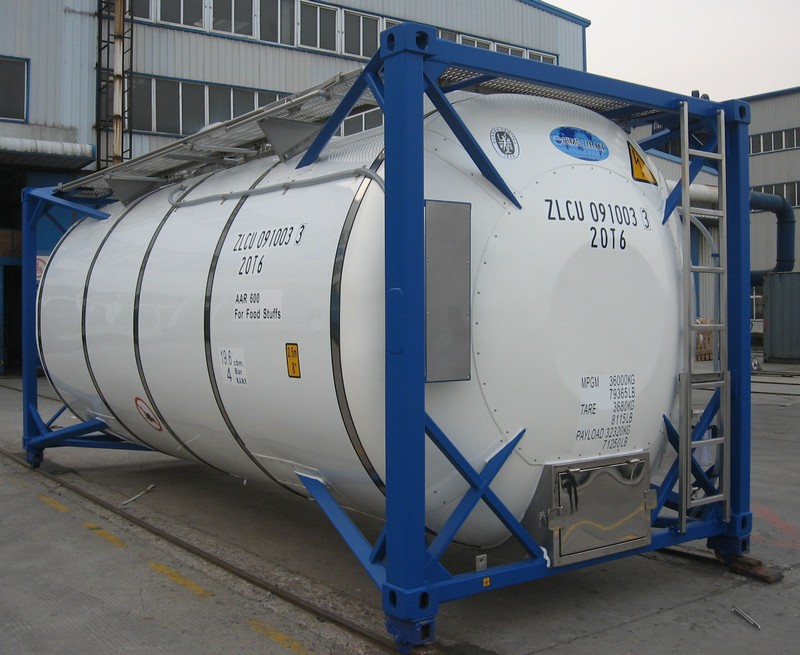
Танк-контейнер для перевозки молока
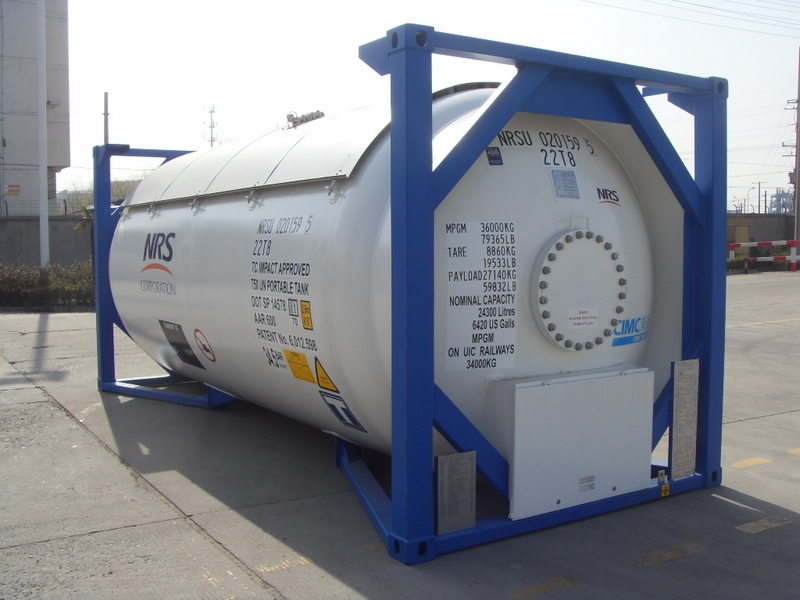
Танк-контейнер Т50 для перевозки сжиженных газов
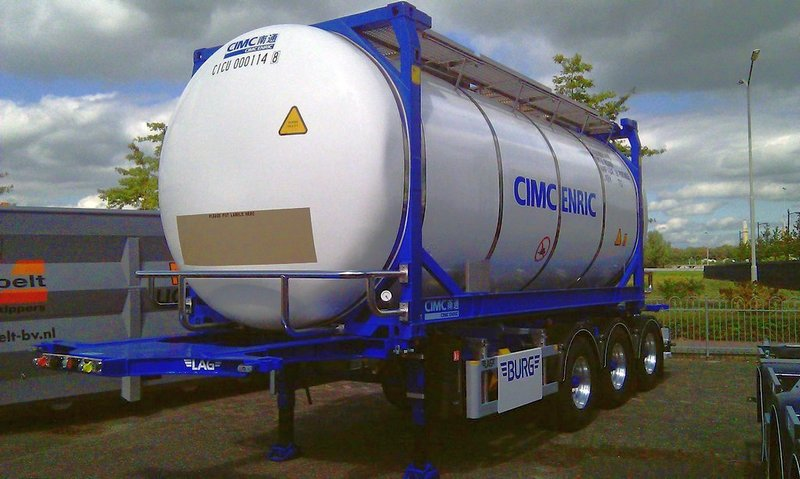
SWAP танк-контейнер, погруженный на прицеп-контейнеровоз
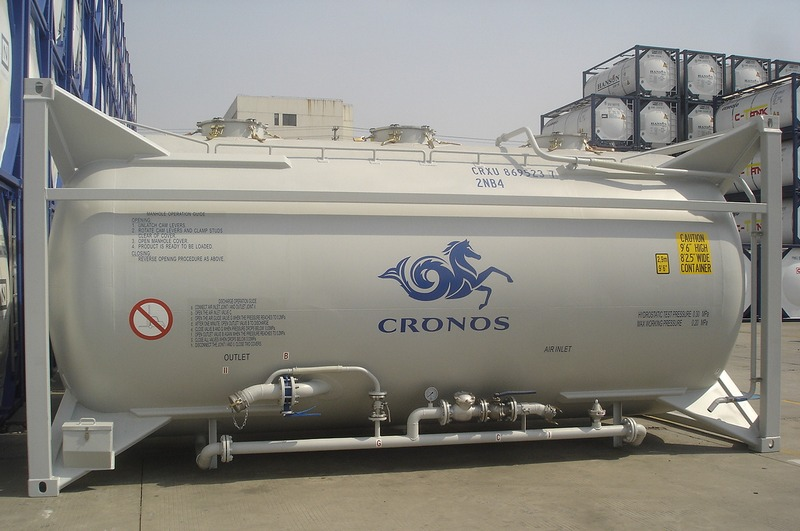
Танк-контейнер для перевозки цемента
Танк-контейнеры
Танк-контейнер производства Van Hool
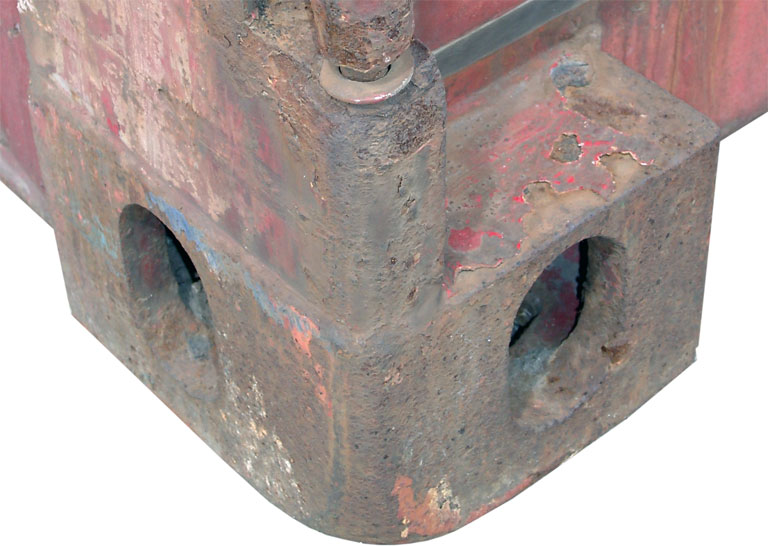
Фитинг — стандартное угловое крепление, облегчающее погрузки и складирование
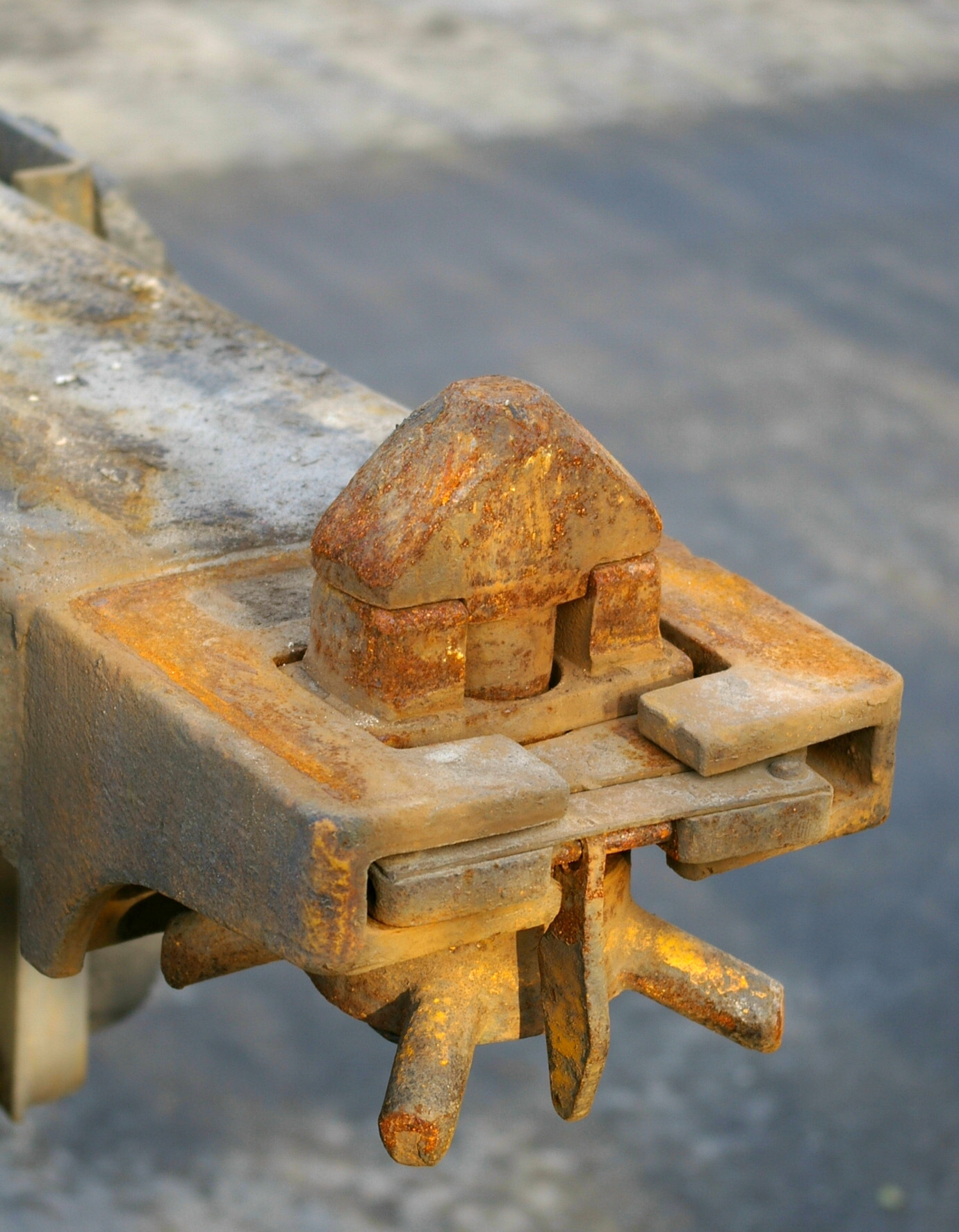
Крепление-замок для контейнеров на полуприцепе грузовика
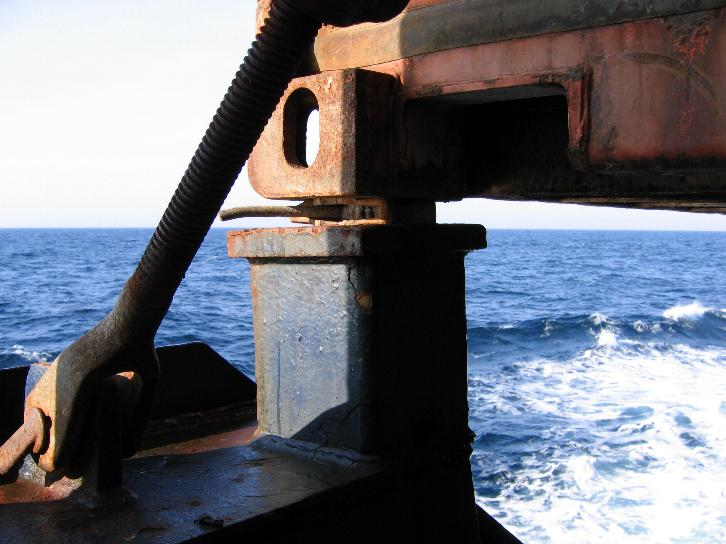
Деталь углового контейнерного упора на судне
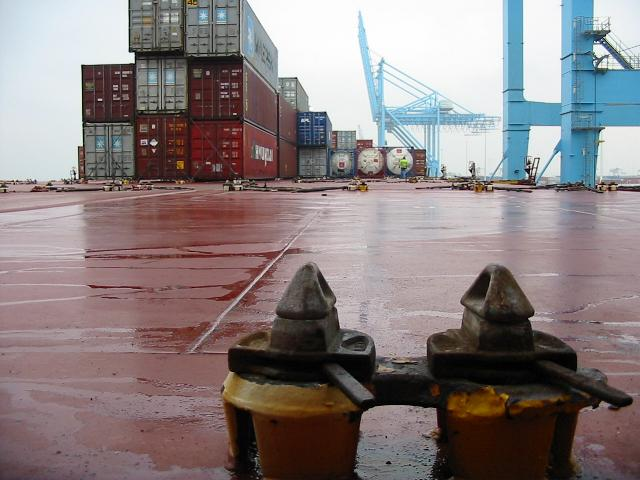
Первый ряд твистлоков (замков) на палубе
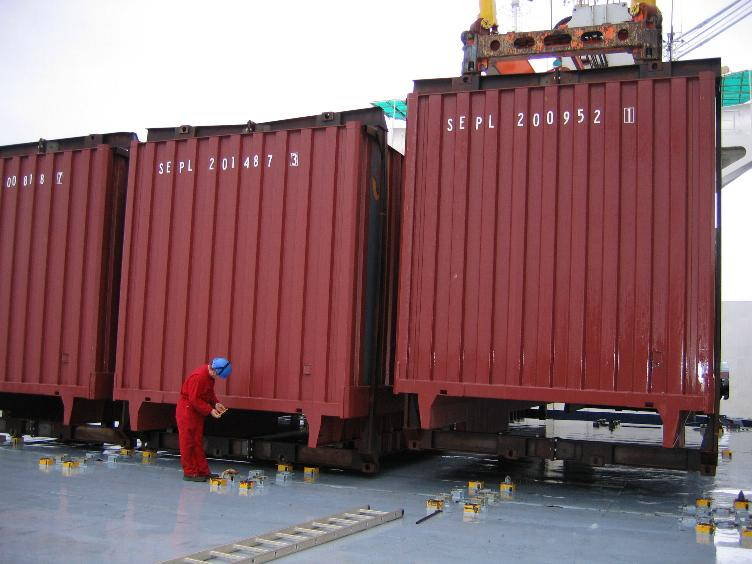
Контейнеры большого размера
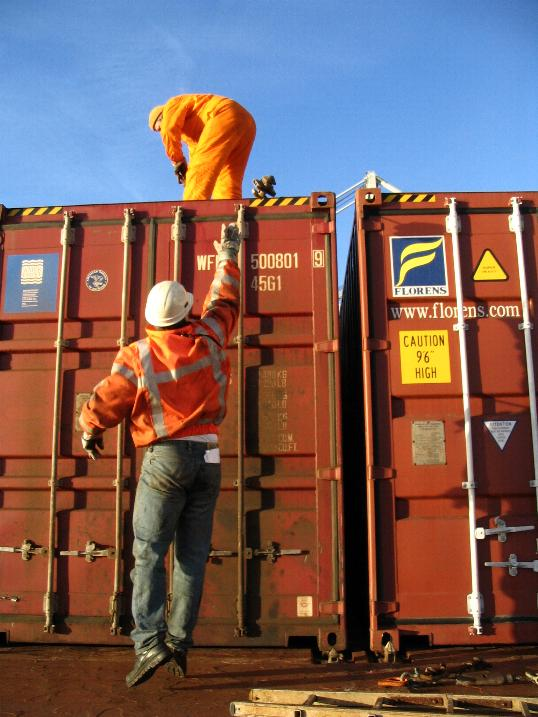
Процесс погрузки контейнера
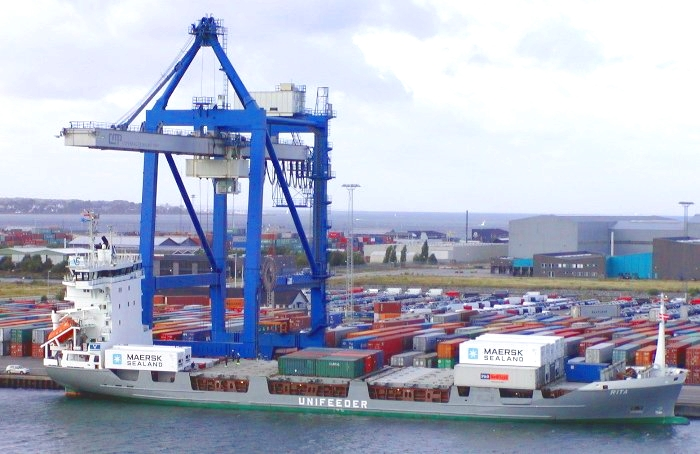
Контейнеровоз в Копенгагене
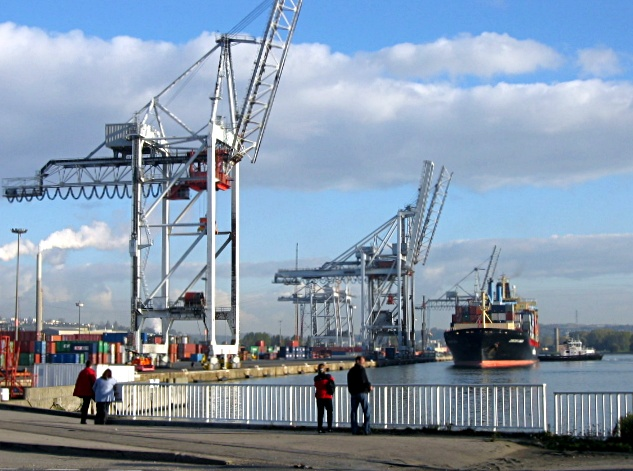
Контейнеры в порту Гавр
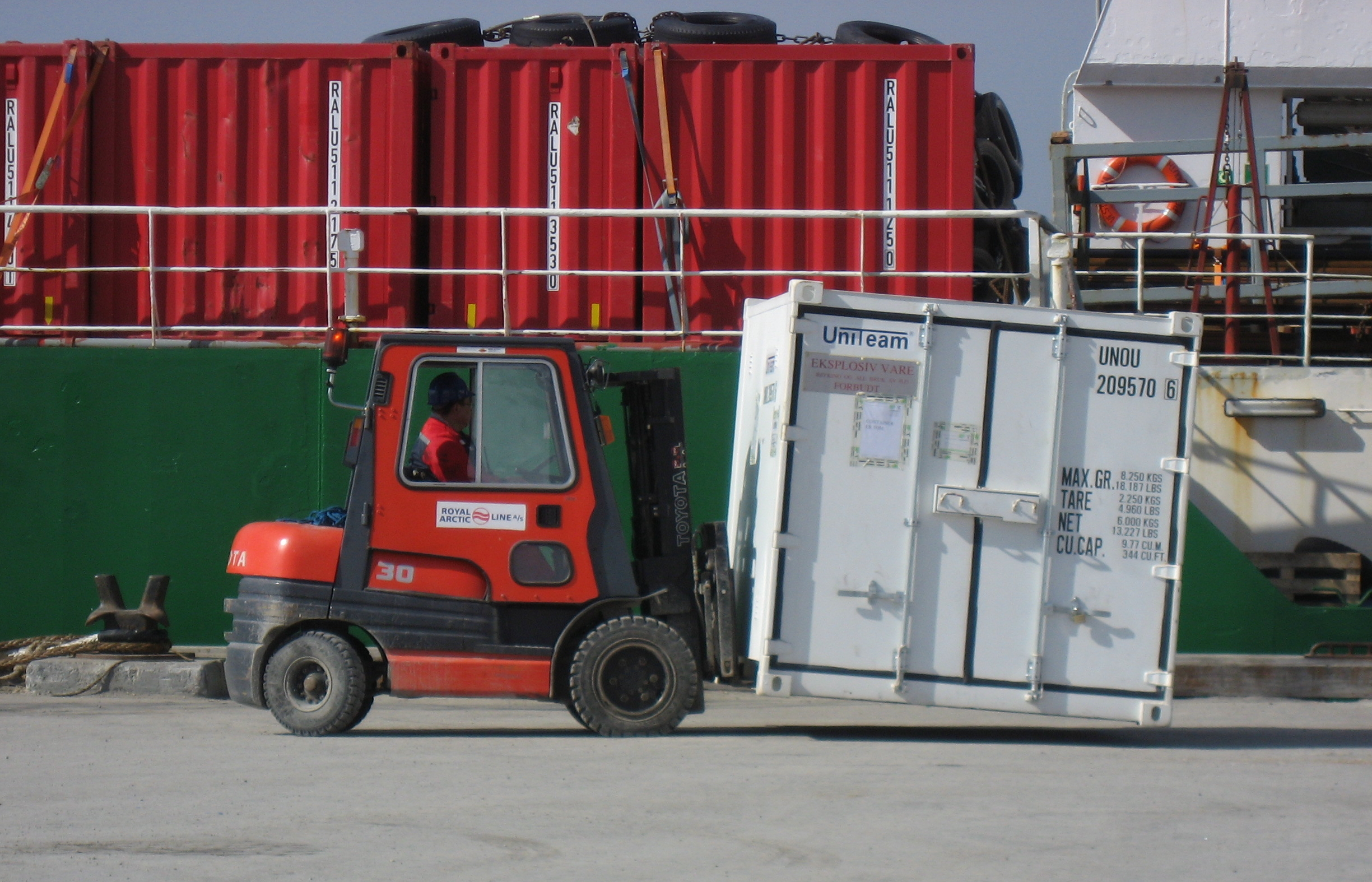
10-футовый контейнер, сгружаемый фронтальным вилочным погрузчиком в порту Упернавик, Гренландия

## Прочие применения
- Контейнерные дома